# Kowloon City

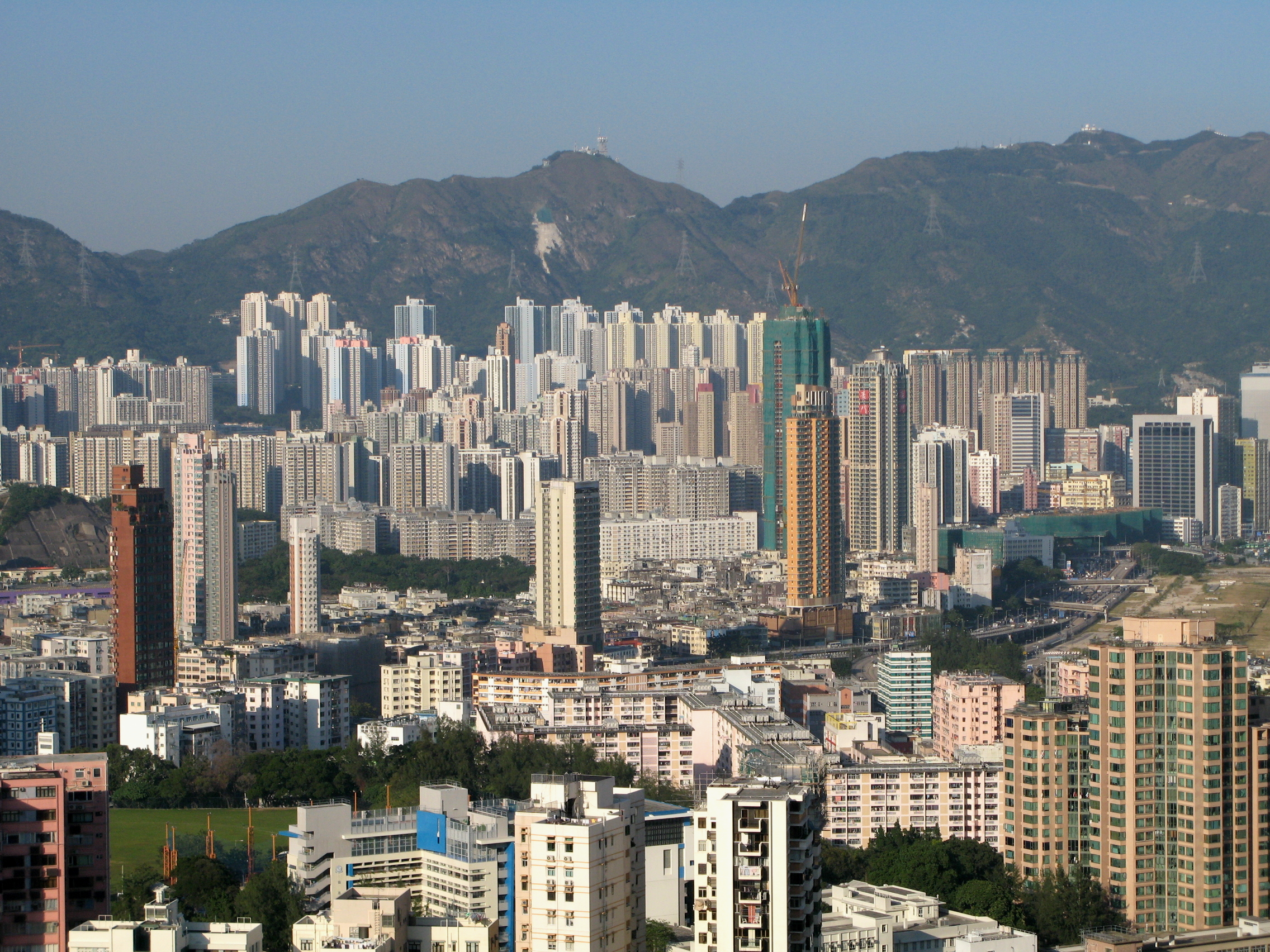
Arranha-céus que foram construídos em Kowloon City, após a transferência do Aeroporto Internacional de Hong Kong.

Kowloon City (chinês: 九龍城, pinyin: Jiǔlóngchéng) é uma área de Kowloon, Hong Kong. Foi nomeada após a destruição da Cidade murada de Kowloon, e é administrada pelo distrito de Kowloon City.

## Galeria

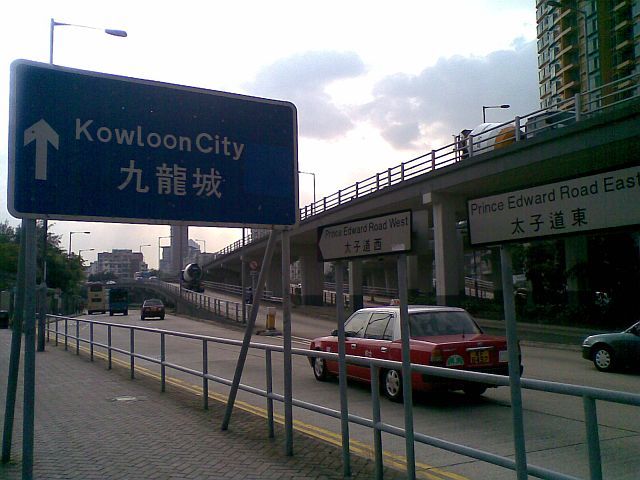
Uma placa na estrada Principe Eduardo, "Kowloon City".
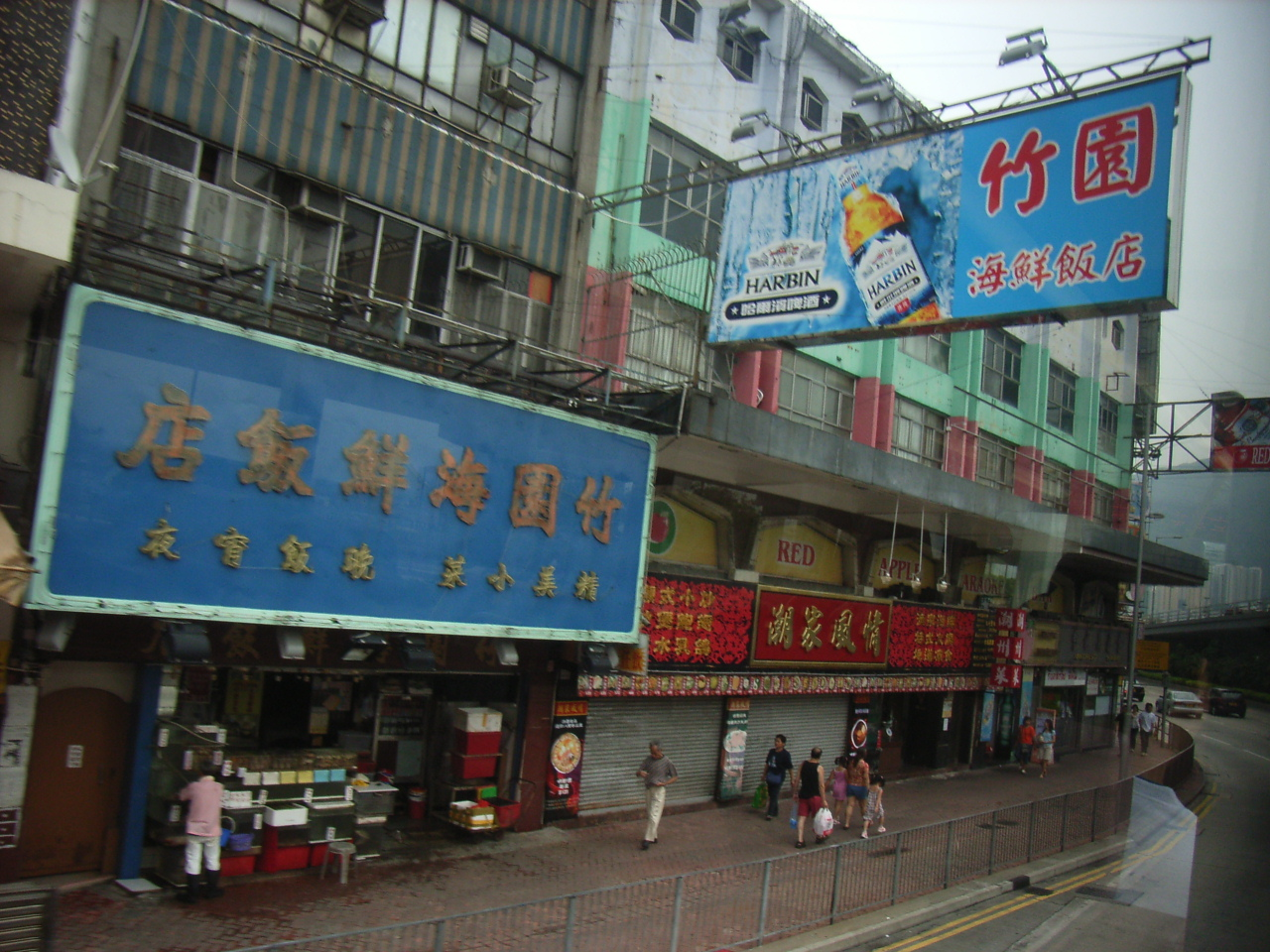
Alguns dos restaurantes, na estrada Principe Eduardo.
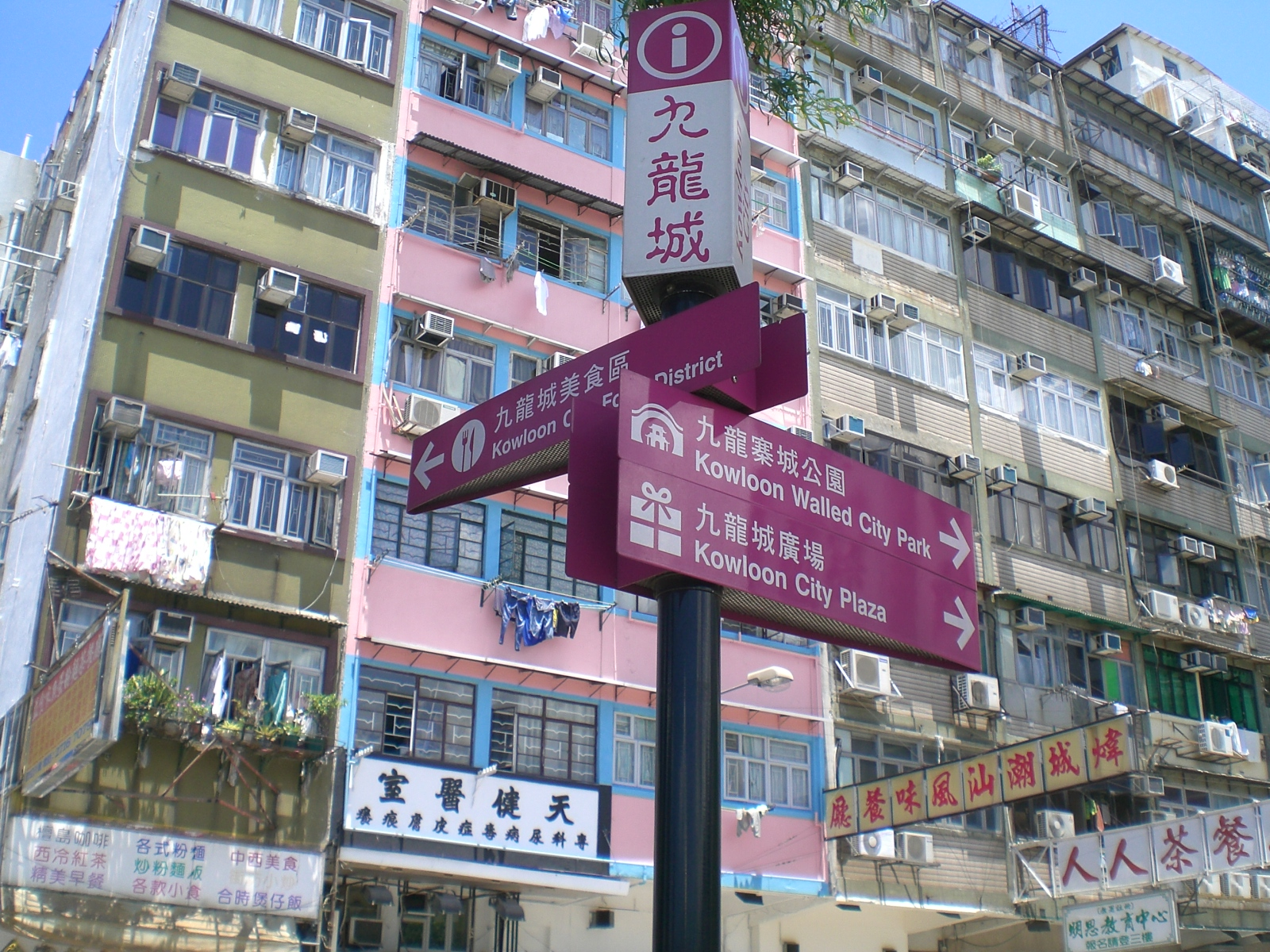
Uma placa apontando para vários marcos da cidade de Kowloon
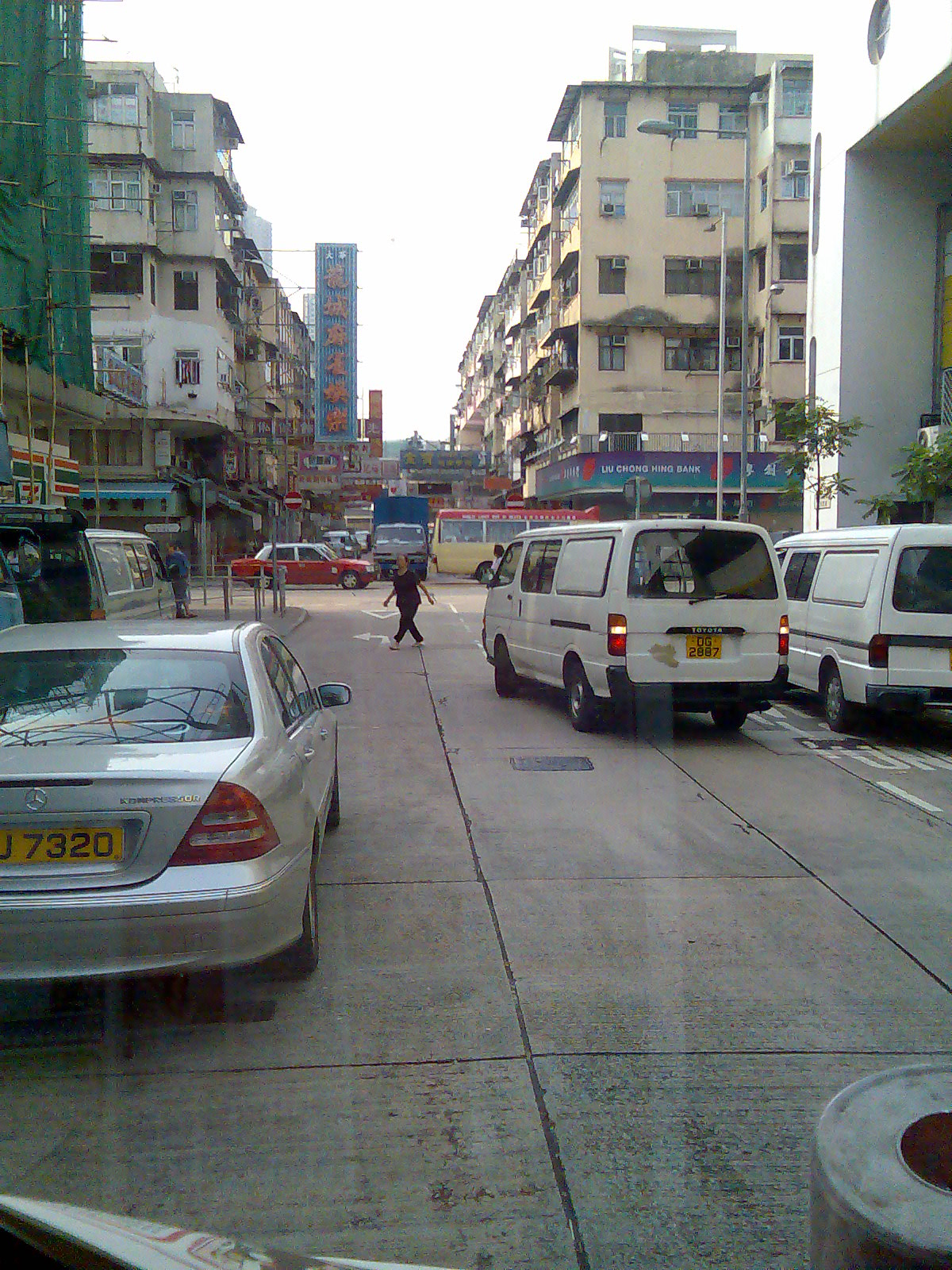
Estrada Nga Tsin Wai em Kowloon City.